# شريح بن هانئ الحارثي
شُرَيْح بن هَانِئ بن يَزِيد بن الحَارِث بن كَعْب، كان من أَعيان أَصحاب علي بن أبي طالب، وشهد معه حروبه، وشهد الحكمين بدَوْمَة الجَنْدَل، وشهد موقعة صفين وهو من مذحج.